# Pteropera congoensis
Pteropera congoensis är en insektsart som beskrevs av Donskoff 1981. Pteropera congoensis ingår i släktet Pteropera och familjen gräshoppor. Inga underarter finns listade i Catalogue of Life.